# 五国集团
五国集团（英语：The Group of Five，简称G5），亦称发展中五国，指世界上最大的五个新兴经济体国家组成的非正式组织。五国集团旨在以协调一致的方式适应国际秩序新变化，推动南北对话，在国际事务中发挥积极建设性作用，共同应对全球性挑战。
目前，五国集团包括世界上最大的五个新兴经济体，它们是：
- 巴西
- 中國
- 印度
- 墨西哥
- 南非

此外，上述五个新兴经济体加上八国集团也被称为G8+5。

## 历史
2005年，在苏格兰格伦伊格尔斯举办的第31届八国集团首脑会议上，主办方英国首次邀请五个最大的新兴经济体国家（巴西、中国、印度、墨西哥和南非）的领导人参与八国峰会，即G8+5。为增强此次会议中发展中国家的话语权，五国决定采取彼此间相互协调一致的方式，在会议中保持共同立场。五国在格伦伊格尔斯峰会上的成功促进了发达国家与发展中国家的建设性对话，表明了五国在解决全球重大问题上具有共同利益和观点，同时也标志着五国集团（G5）初步形成。
2009年，五国集团领导人受邀参加在意大利拉奎拉举办的第35届八国集团首脑会议。